# تیم ملی ب فوتبال فرانسه
تیم ملی ب فوتبال فرانسه یک تیم ملی فوتبال نماینده فرانسه است که مسابقاتی را در سطح پایین‌تری نسبت به تیم ملی فوتبال فرانسه انجام می‌دهد. در فرانسه معمولاً این تیم "فرانسه A-" نامیده می شود. 